# Голухина, Зинаида Ефимовна
Зинаида Ефимовна Голухина (род. 30 декабря 1931 года, Ленинград) — намотчица прядильно-ниточного комбината «Советская звезда» Министерства лёгкой промышленности РСФСР, город Ленинград. Герой Социалистического Труда (1971).

## Биография
Родилась в 1931 году в рабочей семье в Ленинграде. Во время Великой Отечественной войны эвакуировалась вместе с детским домом из блокадного Ленинграда. С 14-летнего возраста трудилась тростильщицей на прядильно-ниточном комбинате «Советская звезда». Окончила школу фабрично-заводского обучения при этом же комбинате.
За высокие трудовые достижения во время Семилетки (1959—1965) была награждена в 1966 году Орденом «Знак Почёта». В 1970 году досрочно выполнила личные социалистические обязательства и производственные задания Восьмой пятилетки. Указом Президиума Верховного Совета СССР от 5 апреля 1971 года «за выдающиеся успехи в досрочном выполнении заданий пятилетнего плана и большой творческий вклад в развитие производства тканей, трикотажа, обуви, швейных изделий и другой продукции легкой промышленности» удостоена звания Героя Социалистического Труда с вручением ордена Ленина и золотой медали «Серп и Молот».
В 1972 году вступила в КПСС. Неоднократно избиралась депутатом Ленинградского городского совета народных депутатов, в 1972 году — делегатом XV съезда профсоюзов.
После выхода на пенсию проживала в Ленинграде.
Награды
- Герой Социалистического Труда
- Орден Ленина -
- Орден «Знак Почёта» (09.06.1966)